# Голечек, Иржи
Иржи Холечек (чеш. Jiří Holeček; 18 марта 1944, Прага) — чехословацкий хоккейный вратарь. Один из лидеров сборной Чехословакии в 70-е годы двадцатого века. Прозвище — «Факир». Отличался особой акробатической манерой игры.
В чехословацкой хоккейной Экстралиге выступал с 1964 по 1978 гг. («Славия Прага»; «Дукла Кошице»; «ВСЖ Кошице»; «Спарта Прага»). В 1978-81 гг. играл во 2-й Бундеслиге ФРГ в составе «ХК Мюнхен-70» и «ХК Эссен». Участник двух Олимпиад (1972, 1976), десяти чемпионатов мира (1966, 1967, 1971—1978), Кубка Канады 1976.

## Награды и достижения
- Трёхкратный чемпион мира (1972, 1976, 1977)
- Четырёхкратный чемпион Европы (1971, 1972, 1976, 1977)
- Лучший вратарь чемпионатов мира 1971, 1973, 1975, 1976 и 1978 — рекорд чемпионатов
- Лучший хоккеист Чехословакии («Золотая клюшка») 1974 года
- Серебряный призёр Кубка Канады 1976 года
- Член Зала хоккейной славы ИИХФ с 1998 года